# Tephrina albofascia
Tephrina albofascia är en fjärilsart som beskrevs av Swinhoe 1884. Tephrina albofascia ingår i släktet Tephrina och familjen mätare. Inga underarter finns listade i Catalogue of Life.